# Coupe d'Europe centrale et orientale de rugby à XV
 (septembre 2024).
Si vous disposez d'ouvrages ou d'articles de référence ou si vous connaissez des sites web de qualité traitant du thème abordé ici, merci de compléter l'article en donnant les références utiles à sa vérifiabilité et en les liant à la section « Notes et références ».
La Coupe d'Europe centrale et orientale de rugby à XV est disputée entre des clubs de Roumanie, de République tchèque, d'Autriche et de Hongrie. Cette compétition fait partie des championnats régionaux organisés dans le cadre de la Coupe d'Europe des clubs amateurs. Depuis 2010-2011, les autrichiens et les hongrois ne participent plus au championnat régional d'Europe centrale et orientale, mais au championnat des Balkans.

## Historique

### Qualifiés 2008-2009
Les participants à l'édition 2008-2009 sont :
- Roumanie : RCM Timisoara
- République tchèque : RC Dragon Brno
- Autriche : RC Donau Wien
- Hongrie : Gas.hu Battai Bulldogok, Esztergomi Vitézek Suzuki et Elefantok Rögbi SE

### Qualifiés 2009-2010
- Roumanie : CSM Baia Mare, CSU Aurel Vlaicu Arad et RCM Timisoara
- République tchèque : RC Ricany
- Autriche : RC Donau Wien
- Hongrie : Gas.hu Battai Bulldogok, Esztergomi Vitézek Suzuki

## Palmarès
- 2009 : RCM Timisoara
- 2010 : CSM Baia Mare
- 2011 : CSM Baia Mare